# ساکا هاپهونگ
ساکا هاپهونگ (بنگالی: সাকা হাফং) قله‌ای در  جنوب شرق و جنوب آسیا است که در مرز بنگلادش و میانمار قرار دارد. این قله با ارتفاع ۱۰۲۵ متر اغلب به‌عنوان بلندترین نقطه کشور بنگلادش در نظر گرفته می‌شود. این کوه مرزی میان بنگلادش-میانمار، در تانچی واقع در ناحیه بندربان بنگلادش و ایالت چین میانمار قرار دارد.